# Lijst van vlaggen van Costa Rica
Dit is een lijst van vlaggen van Costa Rica.

## Nationale vlag (perFIAV-codering)
|          | Civiele vlag | Staatsvlag | Oorlogsvlag |
| -------- | ------------ | ---------- | ----------- |
| Te land  | · ?          | · ?        | · ?         |
| Te water | · ?          | · ?        | · ?         |

## Vlaggen van politieke partijen
| Vlag                                    | Periode | Functie                                 | Beschrijving                                                           |
| --------------------------------------- | ------- | --------------------------------------- | ---------------------------------------------------------------------- |
| Vlag van de Alianza Nacional Cristiana. |         | Vlag van de Alianza Nacional Cristiana. | Verdeeld in twee gelijke horizontale banen, boven bruin en onder roze. |
| Vlag van de Nuevo Partido Democrático.  |         | Vlag van de Nuevo Partido Democrático.  | Verdeeld in twee gelijke verticale banen, links groen en rechts rood.  |
| Vlag van de Partido Democrata.          |         | Vlag van de Partido Democrata.          | Een blauwe vlag met in het midden een gele letter V.                   |
| Vlag van de Partido Fuerza Democrática. |         | Vlag van de Partido Fuerza Democrática. | Een egaal oranje vlag.                                                 |
| Vlag van de Partido Independiente.      |         | Vlag van de Partido Independiente.      | Een paarse vlag met een groengele driehoek aan de hijszijde.           |